# 436
436 је била преступна година.

## Догађаји
- Крај Гунтерихове бургундске побуне: Флавије Аеције, римски генерал (магистер милитум), покушава да заустави бургундске нападе у Галији. Он позива хунске најамнике под командом Атиле и његовог брата Бледе, који су опљачкали Августа Вангионума, убивши око 20.000 Бургунда. Краљевина Бургунда је уништена; Краљ Гундерих и његова породица су убијени.
- У Готском рату (436-439) краљ Теодорих I опседа  град Нарбон; Визиготи добијају приступ Средоземном мору и путевима до Пиринеја.
- Будистичку Шримала Сутру Гунабхадра је превео на кинески језик.

## Смрти
- Исидор Пелусиот
- Гундахар — краљ Бургунда